# Per Albin Hansson
Per Albin Hansson (Malmö, 28 de outubro de 1885 — Estocolmo, 6 de outubro de 1946) foi um político social-democrata da Suécia.
Foi deputado do Parlamento da Suécia (1918-46), ministro da defesa (1920, 1921-23 e 1924-26), líder do Partido Social-Democrata (1925-46), e ocupou o cargo de primeiro-ministro (24 de setembro de 1932 a 19 de junho de 1936, e de 28 de setembro de 1936 a 6 de outubro de 1946).
Hansson foi um reformista social-democrata, que iniciou a formação do estado social sueco. Durante o período da Segunda Guerra Mundial, conduziu uma política de colaboração e cooperação com os outros partidos, excluído o Partido Comunista. Na política externa, garantiu a neutralidade da Suécia durante a Segunda Guerra Mundial, tendo sido criticado por ter permitido o trânsito de tropas alemãs e por ter cerceado a liberdade de imprensa, para não provocar a Alemanha Nazista.